# Ернест Гіро
Ернест Гіро (фр. Ernest Guiraud; 26 червня 1837, Новий Орлеан — 6 травня 1892, Париж) — французький композитор і педагог. Син викладача музики. У 15 років написав поставлену в Новому Орлеані оперу «Цар Давид» (на біблійну тему). У 1852 році переїхав до Парижа. Музичну освіту здобув в Паризькій консерваторії, де його педагогами були Антуан Мармонтель (фортеп'яно) і Фроманталь Галеві (композиція). У 1859 році при закінченні консерваторії отримав за кантату «Баязет і флейтист» Римську премію. У 1876 році був запрошений в Паризьку консерваторію професором по класу гармонії, а з 1880 року вів клас композиції; серед його учнів — Поль Дюка і Клод Дебюссі. Основні твори Гіро — опери, що виконувалися на сценах паризьких театрів; найкраща серед них — «Пікколіно» (пост. 1876). Близький друг Жоржа Бізе, після смерті якого переробив розмовні діалоги опери «Кармен» в речитативи і склав другу сюїту з музики до п'єси «Арлезіанка». Інструментував оперу «Казки Гофмана» Жака Оффенбаха.
Написав навчальний посібник «Практичний курс інструментовки» (фр. Traité pratique d'instrumentation; 1892), який в майбутньому неодноразово перевидавалися та в 1933 році був розширений Анрі Бюссером.
Помер 6 травня 1892 року в Парижі, похований на кладовищі Пер-Лашез. Після його смерті Сен-Санс зайнявся (за участю П. Дюка) закінченням його опери «Брунгільда», яка отримала потім назву «Фредегонда» і на своїй прем'єрі 16 грудня 1895 року успіху не мала.

## Основні твори
- Опера «Пікколіно»
- Балет «Гретна Грін»
- Кантата «Баязет»